# Wojowniczka
Wojowniczka – trzeci album studyjny Gosi Andrzejewicz, wydany w 2009 roku.

## O albumie
Album został utrzymany w stylistyce współczesnego popu z elementami muzyki klubowej, a wszystkie teksty napisała sama Gosia. W przeciwieństwie do poprzednich albumów piosenkarki, aż połowa utworów jest wykonywana w języku angielskim. "I'm Addicted to This Sound" jest angielską wersją piosenki "Wanilia", a "Bad Boys" to angielska wersja nagrania tytułowego. Ballada "Zabierz mnie" została zadedykowana fance, która zginęła w wypadku samochodowym. Płytę promowały single "Otwórz oczy", "Zabierz mnie" i "Wojowniczka", znalazł się na niej także wydany wcześniej elektroniczny utwór "Lips" nagrany z duetem Kalwi & Remi. Album zadebiutował na 36. miejscu listy sprzedaży OLiS i utrzymał się na niej jedynie tydzień.

## Lista utworów
1. "Intro" — 0:46
2. "Wojowniczka" — 3:24
3. "Otwórz oczy" — 3:48
4. "I'm Addicted to This Sound" — 2:50
5. "Nasty Virgin" — 3:16
6. "Przysięgam" — 3:30
7. "I Like It" — 3:29
8. "Bad Boys" — 3:24
9. "Energy" — 3:00
10. "Sunrise" (St0ne Remix) — 4:09
11. "Wanilia" — 2:50
12. "Zabierz mnie" — 3:25
13. "Lips" (featuring Kalwi & Remi) — 5:18
14. "Zabierz mnie" (Instrumental) — 3:25
15. "Otwórz oczy" (Teledysk) — 3:50

## Pozycja na liście sprzedaży
| Kraj   | Lista sprzedaży (2009)    | Najwyższa pozycja |
| ------ | ------------------------- | ----------------- |
| Polska | Oficjalna Lista Sprzedaży | 36                |